# Микільське (Вознесенський район)
Микі́льське — село в Україні, у Братській селищній громаді Вознесенського району Миколаївської області. Населення становить 386 осіб. До 2020 року орган місцевого самоврядування — Іванівська сільська рада.

## Населення
Згідно з переписом УРСР 1989 року чисельність наявного населення села становила 403 особи, з яких 182 чоловіки та 221 жінка.
За переписом населення України 2001 року в селі мешкала 381 особа.

### Мова
Розподіл населення за рідною мовою за даними перепису 2001 року:
| Мова       | Чисельність | Відсоток |
| ---------- | ----------- | -------- |
| українська | 310         | 80,31%   |
| румунська  | 48          | 12,44%   |
| російська  | 21          | 5,43%    |
| вірменська | 4           | 1,04%    |
| білоруська | 1           | 0,26%    |
| гагаузька  | 1           | 0,26%    |
| циганська  | 1           | 0,26%    |
| Усього     | 386         | 100%     |